# Santa Cruz de Bravo
Santa Cruz de Bravo ist ein Ort im mexikanischen Bundesstaat Oaxaca, gelegen im Distrikt Silacayoapam in der Región Mixteca. Santa Cruz de Bravo hat 364 Einwohner in 109 Haushalten (Zensus 2010) und ist die einzige Ansiedlung im gleichnamigen Municipio Santa Cruz de Bravo (INEGI-Nr. 20376) und somit zugleich dessen Hauptort.

## Geographie
Santa Cruz de Bravo liegt im Nordwesten des Bundesstaates. Das Gemeindegebiet befindet sich im Einzugsgebiet des Río Balsas auf einer Höhe zwischen 1400 m und 2300 m in der Sierra Madre del Sur und wird zur physiographischen Subprovinz der südlichen Küstenkordilleren gerechnet. Die Geologie des Municipios wird von vulkanoklastischen Gesteinen geprägt, Bodentyp im Municipio ist der Leptosol. Gut 60 % des Municipios sind von Eichenwäldern bedeckt.
Santa Cruz de Bravo grenzt an die Municipios Silacayoápam, Santiago Yucuyachi und Calihualá.

## Geschichte
Santa Cruz de Bravo wurde gegen Ende des 19. Jahrhunderts als Rancho Santa Cruz gegründet. Die Gründung des Municipios erfolgt laut mündlichen Überlieferungen Anfang des 20. Jahrhunderts.
Seit dem Jahr 2000, in dem das Dorf La Raya der Nachbargemeinde Calihualá zugeschlagen wurde, besteht das Municipio nur noch aus einem Ort.

## Politik
Die Gemeindepolitik wird nach indigenem Gewohnheitsrecht bestimmt.

## Bevölkerung
11 % der Bevölkerung sprechen eine indigene Sprache. Gemäß Erhebungen des INEGI leben 21 % der Bewohner Santa Cruz de Bravos in extremer Armut.